# Lukáš Krivošík
Lukáš Krivošík (* 1983) je slovenský pravicový novinář a publicista, přispěvatel do velké řady periodik a šéfredaktor politicko-společenského magazínu Pravé spektrum.